# Amazonemiersluiper
De Amazonemiersluiper (Myrmotherula multostriata) is een zangvogel uit de familie Thamnophilidae (miervogels).

## Verspreiding en leefgebied
Deze soort komt voor in het Amazonegebied van oostelijk Colombia tot noordelijk Bolivia en Brazilië bezuiden de Amazonerivier.

## Status
De grootte van de populatie is niet gekwantificeerd maar de soort wordt omschreven als vrij algemeen in het grootste deel van het verspreidingsgebied. Op de Rode lijst van de IUCN heeft deze soort de status niet bedreigd.